# Tonawanda Kardex Lumbermen
Tonawanda Kardex (Lumbermen) bzw. All-Tonawanda Lumberjacks waren eine amerikanische American-Football-Mannschaft aus Tonawanda einer Kleinstadt am Niagara River zwischen Niagara Falls und Buffalo. Das Team spielte 1921 ein Liga-Spiel in der American Professional Football Association (APFA), der Vorgängerliga der National Football League (NFL).

## Geschichte
Bereits ab Mitte der 1900er Jahre spielte eine American-Football-Mannschaft aus Tonawanda unter dem Namen All-Tonanwanda gegen Mannschaften aus der näheren Nachbarschaft. Die Mannschaft aus den besten örtlichen High-School- und College-Studenten galt als eine der besseren Mannschaft im Bereich Buffalo. Gespielt wurde im Kingsley’s Park. Einer der Organisatoren und Leistungsträger war Walter „Tam“ Rose (1888–1961), der von 1913 bis 1916 für die Mannschaft der Syracuse University als Fullback spielte.
Ab 1919 wurde auf dem Tonawanda High School Athletic Field gespielt. Ab diesem Zeitpunkt bezeichnet sich das Team auch als Lumberjacks oder Lumbermen. Das Team dominierte in dieser Zeit ihre Gegner.
Nachdem das Team 1920 zweimal das in der APFA spielende Team der Rochester Jeffersons bezwungen hatte und eine Bilanz von neun Siegen bei zehn Spielen hatte, entschied man sich für 1921 ebenfalls an der American Professional Football Association teilzunehmen. Ein Grund lag auch darin, dass die APFA ihre Mannschaften drängte, nur gegen andere APFA-Teams zu spielen. Am 27. August 1921 erhielt das Team für 50 US-Dollar die Franchise. Unterstützung erhielt das Team vom Unternehmen Kardex (Hersteller von Registraturen) und nannte sich deshalb Tonawanda Kardex. Da Tonawanda über kein geeignetes Stadion verfügte, war geplant; dass das Team nur Auswärtsspiele austrug. Nach einem punktelosen Spiel gegen die Syracuse Pros am 9. Oktober 1921 folgte am 6. November 1921 das Spiel gegen die Rochester Jeffersons. Dieses nunmehr zur Liga-Wertung zählende Spiel wurde mit 0:45 verloren. Dies war die höchste Niederlage des Teams überhaupt. Nach dem Spiel konnten sie außer den Jeffersons keine weiteren Gegner finden, verzichteten nach der Niederlage auf weitere Spiele gegen die Jeffersons.  Im folgenden Jahr 1922 gab es noch ein Heimspiel von All-Tonawanda gegen die Cleveland Panthers. Tam Rose nahm 1922 eine Tätigkeit als Sportlehrer an der Tonawanda High School auf.

## Uniform
Das Aussehen der Uniform der Tonawanda Kardex ist nicht bekannt.

## Statistik
| Saison | Liga (evt) | Siege | Niederlagen | Unentschieden | Punkte erzielt | Punkte zugelassen | Platzierung  | Head Coach        |
| ------ | ---------- | ----- | ----------- | ------------- | -------------- | ----------------- | ------------ | ----------------- |
| 1910   |            | 3     | 1           | 3             | 47             | 18                |              | Walter „Tam“ Rose |
| 1911   |            | 2     | 0           | 2             | 2              |                   |              | Walter „Tam“ Rose |
| 1912   |            |       |             |               |                |                   |              | Walter „Tam“ Rose |
| 1913   |            | 8     | 1           | 0             | 359            | 16                |              | Walter „Tam“ Rose |
| 1914   |            | 6     | 1           | 1             | 248            | 14                |              | Walter „Tam“ Rose |
| 1915   |            |       |             |               |                |                   |              | Walter „Tam“ Rose |
| 1916   |            | 5     | 3           | 0             | 97             | 49                |              | Walter „Tam“ Rose |
| 1917   |            | 3     | 3           | 1             | 50             | 96                |              | Walter „Tam“ Rose |
| 1918   |            |       |             |               |                |                   |              | Walter „Tam“ Rose |
| 1919   |            | 6     | 1           | 0             | 207            | 18                |              | Walter „Tam“ Rose |
| 1920   |            | 8     | 1           | 0             | 202            | 47                |              | Walter „Tam“ Rose |
| 1921   | APFA       | 0     | 1           | 0             | 0              | 45                | 18. (von 21) | Walter „Tam“ Rose |